# Eberhard der Schwabe
Eberhard der Schwabe († 24. August 1167) war der 23. Bischof von Regensburg von 1165 bis 1167.
Kaiser Friedrich I. setzte auf seinem Weg nach Österreich Eberhard in Regensburg als Bischof ein. Dabei war fast ein Jahr seit dem Tod von Hartwig II. verstrichen. Eberhard stammte aus der Familie der Biberbacher. Er war zuvor Kanoniker in Augsburg und Vitztum in Straubing. Als Anhänger des Kaisers setzte sich Eberhard für die Ernennung des Gegenpapstes Paschalis III. ein und zog mit dem Kaiser in Rom ein, um den Papst durchzusetzen. Trotz des Sieges führte der Ausbruch der Malaria im kaiserlichen Heer im Anschluss zu massiven Verlusten. Diesen fiel neben Bischof Eberhard auch der Kölner Erzbischof Rainald von Dassel zum Opfer. Der Kirchenhistoriker Josef Staber nimmt zur Überführung des Leichnams in die Heimat an, dass nach damaligem Vorgehen (Mos teutonicus) der Leichnam ausgekocht wurde und nur die Knochen in einem Lederbehälter zurücktransportiert wurden.